# Calle 77 (línea de la Avenida Lexington)
La Calle 77 (también conocida como Calle 77 – Lenox Hill Hospital) es una estación en la línea de la Avenida Lexington del Metro de Nueva York de la A del Interborough Rapid Transit Company. La estación se encuentra localizada en Upper East Side, Manhattan entre la Calle 77 Este y la Avenida Lexington. La estación es servida en varios horarios por diferentes trenes de los servicios ,  y .
El jueves 11 de marzo de 2010, un abogado y residente de Stuyvesant Town Rose Mankos fue atropellado por un tren del servicio  luego de que se lanzara a las vía para recoger su bolso.